# Marianne Jean-Baptiste
Marianne Raigipcien Jean-Baptiste (Londra, 26 aprile 1967) è un'attrice britannica, candidata al premio Oscar alla miglior attrice non protagonista nel 1997 per Segreti e bugie.

## Biografia
Ha studiato secondo metodo classico all'Accademia Reale di Arte Drammatica di Londra e ha recitato al Royal National Theatre. Sposata con il ballerino classico britannico Evan Williams, con cui ha due figlie, si è fatta conoscere dal grande pubblico grazie alla serie tv Senza traccia, nella quale ha interpretato il ruolo dell'agente FBI Vivian Johnson.

## Filmografia parziale

### Attrice

#### Cinema
- Segreti e bugie (Secrets & Lies), regia di Mike Leigh (1996)
- Analisi di un delitto (A Murder of Crows), regia di Rowdy Herrington (1998)
- 28 giorni (28 Days), regia di Betty Thomas (2000)
- The Cell - La cellula (The Cell), regia di Tarsem Singh (2000)
- Spy Game, regia di Tony Scott (2001)
- Ember - Il mistero della città di luce (City of Ember), regia di Gil Kenan (2008)
- Takers, regia di John Luessenhop (2010)
- Violet & Daisy, regia di Geoffrey Fletcher (2011)
- Una scuola per Malia (Won't Back Down), regia di Daniel Barnz (2012)
- RoboCop, regia di José Padilha (2014)
- Edge of Tomorrow - Senza domani (Edge of Tomorrow), regia di Doug Liman (2014)
- Peter Rabbit, regia di Will Gluck (2018)
- In Fabric, regia di Peter Strickland (2018)
- Fatman, regia di Eshom Nelms e Ian Nelms (2020)
- Il vangelo secondo Clarence (The Book of Clarence), regia di Jeymes Samuel (2023)
- Scomode verità (Hard Truths), regia di Mike Leigh (2024)

#### Televisione
- Senza traccia (Without a Trace) – serie TV, 160 episodi (2002-2009)
- Ogni casa ha i suoi segreti (Secrets in the Walls), regia di Christopher Leitch – film TV (2010)
- Private Practice – Serie TV, episodio 3x03-3x08-6x08 (2012-2016)
- Broadchurch – serie TV, 8 episodi (2015)
- Blindspot – serie TV, 23 episodi (2015-2016)
- Le regole del delitto perfetto (How to Get Away with Murder) – serie TV, episodio 4x03 (2017)
- Training Day – serie TV, 13 episodi (2017)
- Homecoming – serie TV, 5 episodi (2018)
- Soundtrack – serie TV, 10 episodi (2019)

### Doppiatrice
- Il mostro dei mari (The Sea Beast), regia di Chris Williams (2022)

## Teatro (parziale)
- Misura per misura di William Shakespeare, regia di Declan Donnellan. Tour mondiale (1994)
- The Amen Corner di James Baldwin, regia di Rufus Norris. National Theatre di Londra (2013)

## Riconoscimenti
- Premio Oscar
  - 1997 - Candidatura per la miglior attrice non protagonista per Segreti e bugie
- Golden Globe
  - 1997 - Candidatura per la migliore attrice non protagonista per Segreti e bugie
- Premio BAFTA
  - 1997 - Candidatura per la migliore attrice non protagonista per Segreti e bugie
  - 2025 - Candidatura alla migliore attrice protagonista per Hard Truths
- Gotham Independent Film Awards
  - 2024 – Candidatura per la miglior interpretazione protagonista per Hard Truths[1]
- London Critics Circle Film Awards
  - 2024 - Attrice dell'anno per Hard Truths

## Doppiatrici italiane
Nelle versioni in italiano dei suoi lavori, Marianne Jean-Baptiste è stata doppiata da:
- Alessandra Cassioli in Segreti e bugie, Ogni casa ha i suoi segreti, RoboCop, In Fabric, Fatman
- Laura Romano in Senza traccia, Ember - Il mistero della città di luce, Takers, Scomode verità
- Anna Cesareni in 28 giorni, Blindspot
- Anna Rita Pasanisi in Spy Game, Training Day
- Patrizia Burul in Una scuola per Malia, Private Practice (ep. 6x08)
- Antonella Giannini in Broadchurch, Le regole del delitto perfetto
- Emanuela Rossi in Analisi di un delitto
- Stefania Romagnoli in Private Practice (ep. 6x03)
- Silvia Tortarolo in Peter Rabbit
- Emanuela Baroni in Soundtrack

Da doppiatrice è sostituita da:
- Laura Romano in Il mostro dei mari